# Македонско братство в Румъния
Македонското братство в Румъния е патриотична и благотворителна обществена организация на македонски българи, съществувала в страната в периода между двете световни войни.

## История
Македонското братство в Румъния е основано от емигранти македонски българи. Сред активистите му са Никола Трайков, Иван Попстоянов от Чурилово, Ванчо Делев от Крушево, Никола Василев и Аргир Сидов от Олища, Кръсто Карамфилов от Вълковия, Петър Николов от Мехомия, Георги Паунчев от Охрид, Янаки Динов и Георги Нинов от Прекопана, Христо Г. Темелков от Загоричани. Те застават на позиция против разцеплението в Съюза на македонските емигрантски организации след убийството на генерал Александър Протогеров от юли 1928 година.